# La impostora
La Impostora é uma telenovela americana produzida e exibida pela Telemundo entre 14 de janeiro e 3 de julho de 2014.
Foi protagonizada por Lisette Morelos e Sebastián Zurita e antagonizada por Christian Bach e Begoña Narváez.

## Trama
A história narra a vida de Blanca Guerrero (Lisette Morelos), uma garçonete em Puerto Vallarta com habilidades para imitar outros. A White Day é contratado por Adriano Ferrer (Manuel Landeta) um empregador de alta potência, para representar um investidor milionário de Nova York,ela não aceita de imediato, mas ao vê seu pai Guillermo "Memo" Guerrero (Paco Mauri) com risco de morrer em casa por falta de cuidados médicos e a falta de dinheiro faz Blanca voltar atrás em sua decisão e aceita a se transformar em Victoria San Marino. A missão de Blanca é se infiltrar na família Altamira para descobrir o paradeiro do filho desaparecido de Adriano. Mas as coisas se complicam quando ela conhece Eduardo Altamira (Sebastián Zurita) filho de Raquel Altamira (Christian Bach), com quem vai viver uma história de amor.

## Produção
La Impostora é gravado na Cidade do México, a história é uma adaptação de "Cerro Alegre." O Arrau escritor confirmou que o enredo da telenovela teve mudança, em vez de um homem seria uma mulher, além da trama que diferença mudou consideravelmente desde seus originais 14 anos se passaram desde que o original eo roteiro mudou muito.
Para o ator Sebastián Zurita é sua primeira produção Telemundo como o ator trabalhou para várias produções da Televisa.
Durante o adiantado-2013 Telemundo anunciou "La Impostora", como parte da temporada de 2014, o piloto foi gravado por Adriana Fonseca atriz para estrelar 'Corazón Valiente", com Fabián Ríos co-estrela da mesma novela.

## Elenco
- Lisette Morelos[3] — Blanca Guerrero / Victoria San Marino
- Sebastián Zurita[4] — Eduardo Altamira
- Christian Bach[5]  — Raquel Altamira
- Manuel Landeta — Adriano Ferrer
- Begoña Narváez[6] — Mariana Serrano
- Mauricio Henao[7] — Jorge Altamira[8]
- Jonathan Islas[9]  — Cristóbal Altamira
- Mimí Morales — Karina
- Alpha Acosta[10] — Valentina Altamira / Leticia
- Uriel del Toro — Rafael
- Juan José Pucheta
- Rene García — Domingo
- Elsa Amezaga — Simona
- Héctor Calderón
- Armando Silvestre — Leonidas Altamira
- Néstor Rodulfo — Tuerto
- Lupita Sandoval — Doña Tita
- Sandra Benhumea
- Rocío Vázquez
- Ricardo Sevilla — Hugito
- Socorro de la Campa — Melania
- Paco Mauri — Guillermo "Memo" Guerrero
- Javier Lazcano
- Edgar Iván Delgado — Ramón
- Sam García
- Mariano Palacios — Diego
- Julieta Grajales — Catalina
- Simone Victoria
- Macarena de la Oz — Sofia
- Mossy Santini

## Ligaçőes externas
- La Impostora Website (Telemundo)
- La Impostora Twitter (em castelhano)